# Carla van Baalen
Cornelia Carolina (Carla) van Baalen ('s-Gravenzande, 31 december 1958) is een Nederlands emeritus hoogleraar met de leeropdracht Parlementaire geschiedenis, en was van 1998 tot 2022 directeur van het Centrum voor Parlementaire Geschiedenis. Ze deed onder meer onderzoek naar de jaren '70, de watersnoodramp, weblogs en het humanisme.  Zij is auteur van verschillende publicaties over kabinetsformaties, troonredes en staatsrechtelijke vernieuwingen.

## Biografie
Van Baalen studeerde geschiedenis aan de Universiteit Leiden en was vanaf 1984 wetenschappelijk medewerker bij de Stichting voor het Bevolkingsonderzoek in de drooggelegde Zuiderzeepolders. In 1986 promoveerde zij op Paradijs in oorlogstijd? Onderduikers in de Noordoostpolder, 1942-1945 aan de Leidse Universiteit. Vanaf 1986 was zij enkele jaren onderzoeker aan het Centrum voor Parlementaire Geschiedenis (CPG) waarvan zij in 1998 directeur werd. In 2022 volgde Ronald Kroeze haar op.
Van 1990 tot 1998 was zij docent aan de  Universiteit voor Humanistiek te Utrecht. Sinds 1 december 2001 is zij bijzonder, vanaf 2007 gewoon hoogleraar Parlementaire geschiedenis aan de Radboud Universiteit te Nijmegen .
Sinds 1992 werkt zij mee, als redacteur en bijdrager, aan delen van de reeks Parlementaire geschiedenis van Nederland na 1945. Ook redigeert zij of draagt bij aan het Jaarboek parlementaire geschiedenis van het CPG.

### Nevenfuncties
Van Baalen had en heeft verschillende nevenfuncties. Ze maakte deel uit van redactieraden en was of is voorzitter van verscheidene commissies. Zo is ze sinds 2006 penningmeester van het Montesquieu Instituut, sinds 2010 jurylid van de Anne Vondelingprijs en sinds 2014 redactieraadslid van het Digitaal Vrouwenlexicon van Nederland. In 2017 was ze voorzitter van het Historisch onderzoeksteam grondwettelijke uitkering dat op 1 december 2017 zijn rapport aan de minister-president uitbracht. In 2017 en 2018 was ze lid van de Staatscommissie parlementair stelsel.

### Eigen publicaties
- Paradijs in oorlogstijd? Onderduikers in de Noordoostpolder, 1942-1945. Zwolle, 1986 (proefschrift).
- [met Jaap R. Bruijn] Van zeeman tot residentieburger. Cornelius de Jong van Rodenburgh (1762-1838). Hilversum, 1996.
- Een rituele dans in de Tweede Kamer? Klagen over kabinetsformaties, 1946-2002. Nijmegen, 2003 (inaugurele rede).
- [met Alexander van Kessel] De kabinetsformatie in vijftig stappen. Amsterdam, 2012.

### Bezorging
- [met Dick de Mildt] 'Weest wel met alle menschen'. De 'Kaapse brieven' van Cornelius de Jong van Rodenburgh. Hilversum, 2012.